# 菲爾基爾體育俱樂部
菲爾基爾体育俱樂部是冰島的一家体育俱樂部，位於雷克雅未克东部。俱乐部有足球、手球、排球、体操及空手道等分部。男子足球球隊參加冰島足球超級聯賽賽事。

## 外部連結
- 官方网站  （冰岛语）
- Official Supporters site